# 1940年夏季奥林匹克运动会
第十二屆夏季奥林匹克运动会（英語：the Games of the XII Olympiad），原定於1940年在日本東京府東京市舉行，後改在芬蘭赫爾辛基舉行，最後因第二次世界大戰爆發而停辦。

## 籌辦過程
1936年在德國舉辦柏林奥运会时，第二次世界大战尚未爆发，国际奥委会仍在进行下届奥运会的准备工作。运动会期间，国际奥委会讨论了第十二届奥运会舉辦地點问题。当时提出申请的有日本东京、芬兰赫尔辛基、意大利罗马、西班牙巴塞罗那、匈牙利布达佩斯、埃及亞歷山大港、阿根廷布宜诺斯艾利斯、巴西里约热内卢、爱尔兰都柏林、加拿大多伦多、瑞士洛桑、希臘雅典，随后英國伦敦、加拿大蒙特利尔也提出了申请，总共达14个城市。经过几轮投票，东京、赫尔辛基两市获得预选权。最后表决时，东京以37票获胜，赫尔辛基得了26票。第十二届奥运会原定1940年9月21日至10月6日举行。
1937年7月7日，日本與中國在北平外的宛平對峙，最後引發七七事变，中日戰爭全面爆發。翌年7月，国际奥委会於开罗召開全體大會，中国奥委会代表在會中抗议大日本帝國侵略中国、破坏世界和平、违反奥林匹克精神，並要求剥夺日本东京、札幌两市的夏、冬季奥运会主办权，日本則宣稱保证如期举行运动会。国际奥委会接受日方說法，采取了观望态度，但随后的国际奥委会执委会秘密会议决定，将赫尔辛基和奥斯陆做為夏、冬季奥运会候补地。
1938年7月的國際奧會全體大會結束後不久，日本奥委会在军方压力下，宣布1940年日本为了纪念神武紀元2600年，要在1940年举行大规模的军事演习而无法举行奥运会。随后，国际奥委会决定将夏季奥运会会址改在赫尔辛基，会期定在1940年7月20日至8月4日。
由于第二次世界大战爆发，加上蘇芬爆發冬季战争，1940年1月1日芬兰通知国际奥委会放弃主办权。随后，納粹德國入侵北歐及西歐各國，隨後蔓延至世界各地，該屆奧運會也就被迫取消了。
德國原本計畫使用Me 261侦察机來傳遞奧林匹克聖火。
東京籌辦該屆奧運時，最初計畫將主場館設置於明治神宮外苑，並將此地原有的體育場改建擴充成可容納10萬人的新場館，但遭到當時管轄明治神宮外苑的內務省神社局強烈反對，後來改為選址於東京駒澤的「駒澤高爾夫球場」跡地，並預定在駒澤的主場館周圍修建一系列的競賽場地。駒澤的主場館預定地，日後成為1964年東京奧運部分場館的所在地，即現今的駒澤奧林匹克公園。

## 備註
1940年、即日本昭和15年，適逢為日本皇紀2600年，日本政府為透過此時機展示國威而舉行一系列的紀念活動，被統稱為「紀元二千六百年紀念行事」。其中也包括申辦國際性的活動：
- 第十二屆夏季奧林匹克運動會（1940年東京奧運）
- 第五屆冬季奧林匹克運動會（1940年札幌奧運）
- 紀元2600年紀念日本萬國博覽會（日语：紀元2600年記念日本万国博覧会）（1940年世界博覽會）

但這些活動皆因第二次世界大戰的全面爆發而中止。

### 引用
1. ↑  . 德國之聲. 2020-03-17  [2022-01-03]. （原始内容存档于2022-01-03） （中文（繁體））.
2. ↑  Relman Morin. . The Evening Independent. 1938-07-14: 6  [29 September 2009].
3. ↑  Ray, Wagner; Heinz, Nowarra. . Doubleday. 1971: 312.

### 文獻
- Official preliminary report. In English（页面存档备份，存于）